# Sainte-Rose (Laval)
Pour les articles homonymes, voir Sainte-Rose.
Sainte-Rose est un quartier situé au nord de la Ville de Laval, au Québec. L'ancienne cité de Sainte-Rose devint une partie de la Ville de Laval, lors de sa fondation en 1965. C'est le quatrième quartier en importance pour son nombre d'habitants après Chomedey, Fabreville et Laval-des-Rapides. À une époque le territoire du village se confondait avec celui de la paroisse nommée en l’honneur de sainte Rose de Lima.
Il y a, au nord, le Vieux Sainte-Rose, traversé par le boulevard Sainte-Rose, et, au sud, les secteurs Champenois à l'ouest et Champfleury à l'est, séparé par le boulevard Curé-Labelle.

## Histoire
Sainte-Rose fait partie de la première génération de villages à se développer sur le territoire de l'île Jésus. Deuxième paroisse de l'île, elle est fondée en même temps que celle de Saint-Vincent-de-Paul, à cause de l'éloignement de l'église de Saint-François-de-Sales pour les résidents de Sainte-Rose. C'est en 1740 que Gilles Hocquart, intendant de la Nouvelle-France, décrète l'érection de ces deux paroisses. Le siège épiscopal étant vacant, les services religieux sont dispensés dans le presbytère construit en 1741, en attendant la construction de la première église en 1746. Quant à l'érection canonique, elle ne viendra qu'un siècle plus tard.
La première église construite en bois de thuya est érigée sur la terre de Julien Malboeuf, à environ 6,7 km au nord-est de l'église actuelle, sur le territoire de l'ancienne ville d'Auteuil. Une croix de chemin érigée en 1933, aujourd'hui disparue, rappelait l'emplacement de la première église.
Quelques années après la construction de la première église, la négligence et le mauvais entretien de la bâtisse obligent son remplacement par une nouvelle construction. Une mésentente entre Jean-Olivier Briand et les paroissiens, sur la localisation de cette deuxième église, provoque l'interruption de l'exercice du culte entre 1768 et 1780.

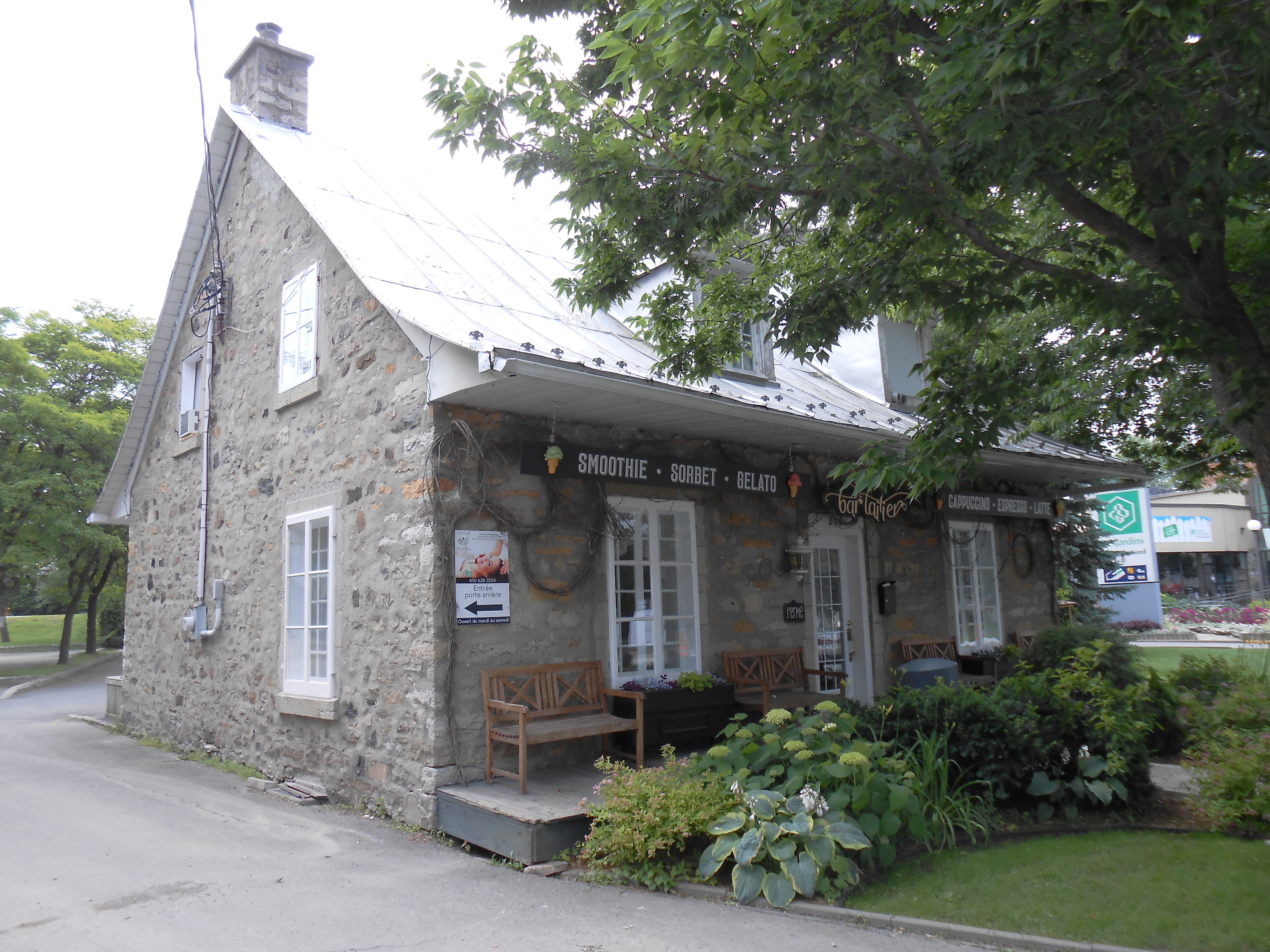
Maison du bedeau, 218, boul. Ste-Rose

Un accord étant finalement intervenu entre les opposants, la construction d'une deuxième église à l'emplacement choisi par l'évêque est décidée en 1780 et se réalisera en 1788 sur des terrains cédés par Charles-Michel et Jacques-Joseph-François Filiatrault; l'église sera achevée 24 ans plus tard. Cette deuxième église est démolie en 1857, et l'on utilise alors sa pierre à la construction de la nouvelle maison du bedeau ainsi qu'à la remise à neuf du charnier et de la clôture du cimetière.
Devenue trop petite avec les années, cette église sera remplacée par une troisième église construite en 1856, sur le même site que la précédente.
Au tournant du XIXe siècle, Sainte-Rose devient un lieu prisé par les vacanciers. Le « Sainte-Rose Boating Club » voit ainsi le jour en 1889, près de l'actuelle usine de filtration d'eau, sur la rue Hotte. Ainsi la vie économique du village se tourne vers le tourisme en raison des investissements de commerçants montréalais. L'économie se diversifie vers 1950, lorsque des motels et des concessionnaires automobiles font leur apparition sur le boulevard Curé-Labelle.
La présence des deux ponts — Porteous (1832-1852) à l'est et Plessis-Bélair (1857-1946) à l'ouest — explique en partie le développement caractéristique de Sainte-Rose. En effet, contrairement à d'autres villages, ce développement ne se réalise pas autour de l'église, mais selon deux secteurs d'activité l'un aux environs de la rue des Patriotes et du boulevard Sainte-Rose, l'autre autour du boulevard Sainte-Rose et du boulevard Curé-Labelle. Sainte-Rose est le village natal du célèbre curé Antoine Labelle (qui fut sous-ministre de la Colonisation dans le gouvernement du premier ministre Honoré Mercier), celui du peintre Marc-Aurèle Fortin et de l'abbé Joseph-Urgel Demers. Ce dernier ayant publié un nombre important des archives de la paroisse.

### Organisation municipale

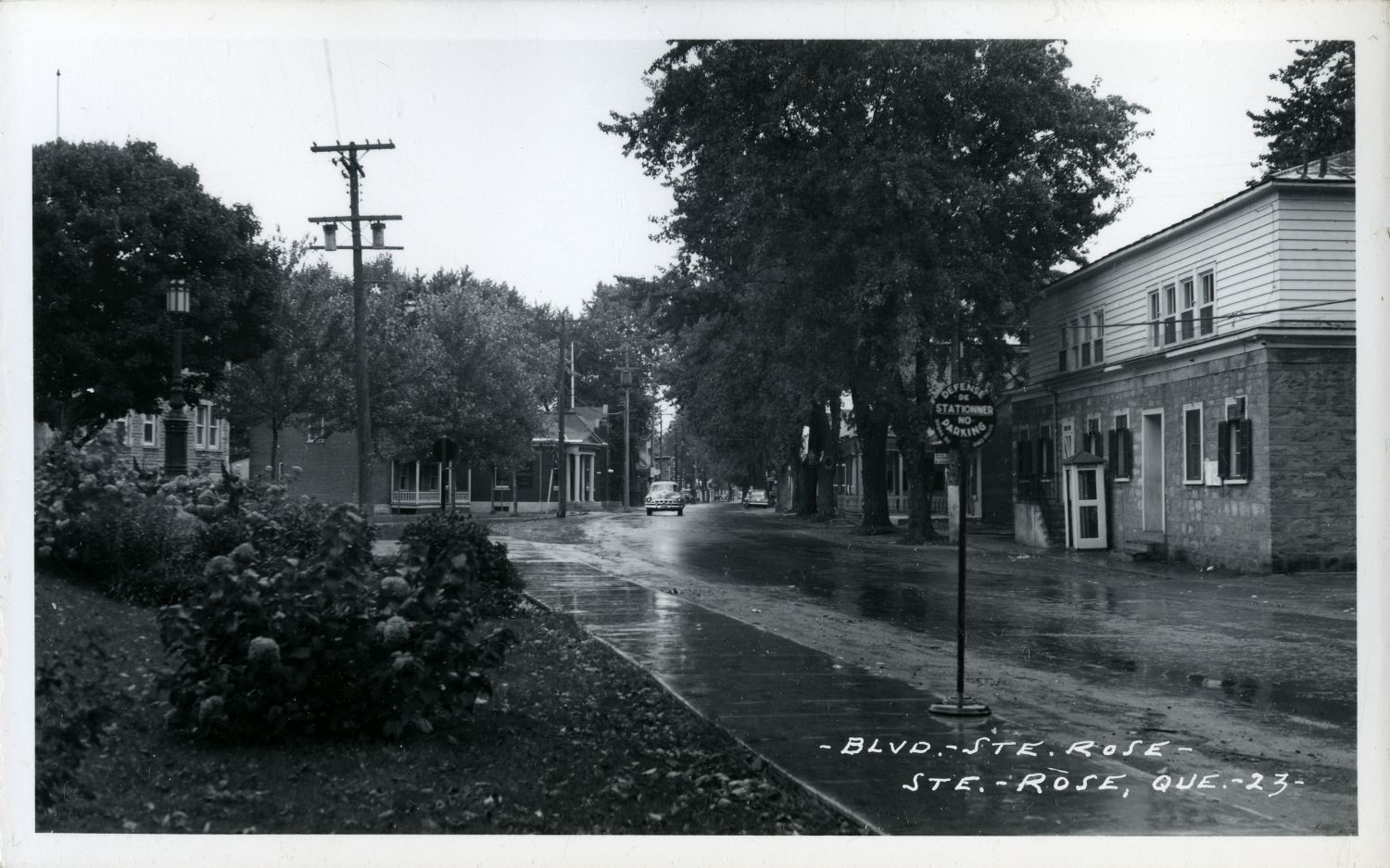
Carte postale du boulevard Sainte-Rose

En 1858, le village de Sainte-Rose se détache de la municipalité de Sainte-Rose-de-Lima pour former une municipalité distincte. En 1915, c'est la partie ouest de la paroisse Sainte-Rose qui se détache pour former la paroisse Sainte-Rose-Ouest.
En 1918, le village de Sainte-Rose obtient le statut de ville. En 1930, la partie ouest de la paroisse Sainte-Rose-Ouest devient la municipalité de village de Plage-Laval. À cette époque, Sainte-Rose connaît une importante crise économique et une baisse de sa population qui ne se corrigera qu'au début des années 1940.
Le résidu de la municipalité de paroisse de Sainte-Rose-de-Lima prend en 1950 le nom de Sainte-Rose-Est qui deviendra en 1961 la ville d'Auteuil. Quant à la paroisse de Sainte-Rose-Ouest, elle devient la ville de Fabreville en 1957.
Enfin en 1960, la ville de Sainte-Rose annexe deux parties de la ville de Fabreville et une partie du territoire de la municipalité de Paroisse de Sainte-Rose-Est; et elle devient cité en 1964, avant d'être fusionnée à la ville de Laval l'année suivante.

## Démographie
La population du quartier Sainte-Rose est de 35 176 personnes en 2011, une augmentation de 13,17% depuis 2006, soit la plus grande augmentation de tout le territoire lavallois ce qui entraine par la même occasion une augmentation de l'immigration.
| 1996   | 2001   | 2006   | 2011   | 2016 | 2021 |
| ------ | ------ | ------ | ------ | ---- | ---- |
| 24 293 | 27 069 | 31 082 | 35 176 |      |      |

## Éducation
La Commission scolaire de Laval administre les écoles francophones:
- École secondaire Curé-Antoine-Labelle
- École primaire Demers[4]
- École primaire Des Cardinaux[5]
- École primaire Du Parc[6]
- École primaire L’Envolée[7]
- École primaire L’Aquarelle[8]
- École primaire Villemaire[9]
- École primaire Le Baluchon (école alternative)[10]

La Commission scolaire Sir Wilfrid Laurier administre les écoles anglophones. L'Académie Junior Laval et l'Académie Senior Laval (en) servent a toutes parties de Laval.

## Transport
Plusieurs lignes d'autobus de la Société de transport de Laval relient Sainte-Rose aux stations de métro ou aux autres quartiers de Laval. En voici une brève liste:
37 - Métro Cartier / Terminus Industriel Nord via Parc Industriel Centre.
63 - Métro Cartier / Gare Sainte-Rose (EXO) via le boulevard des Rossignols.
65 - Métro Montmorency / Gare Sainte-Rose (EXO) via le boulevard des Oiseaux.
73 - Métro Cartier / Fabreville via boulevard Des Laurentides et boulevard Sainte-Rose
76 - Métro Montmorency / Gare Sainte-Dorothée (REM) via boulevard Sainte-Rose
151 - Métro Côte-Vertu / Terminus Dufferin (Saint-Rose)  via le boulevard Curé-Labelle

## Population
Le secteur de Sainte-Rose possède une population dont la multi-ethnie est prononcée avec le quart de la communauté qui ne sont pas nés au Canada et viennent d'autres pays comme l'Algérie, Haïti, le Maroc, le Liban, etc. Cette diversité est le plus prononcée dans le secteur de Champenois.

## Images

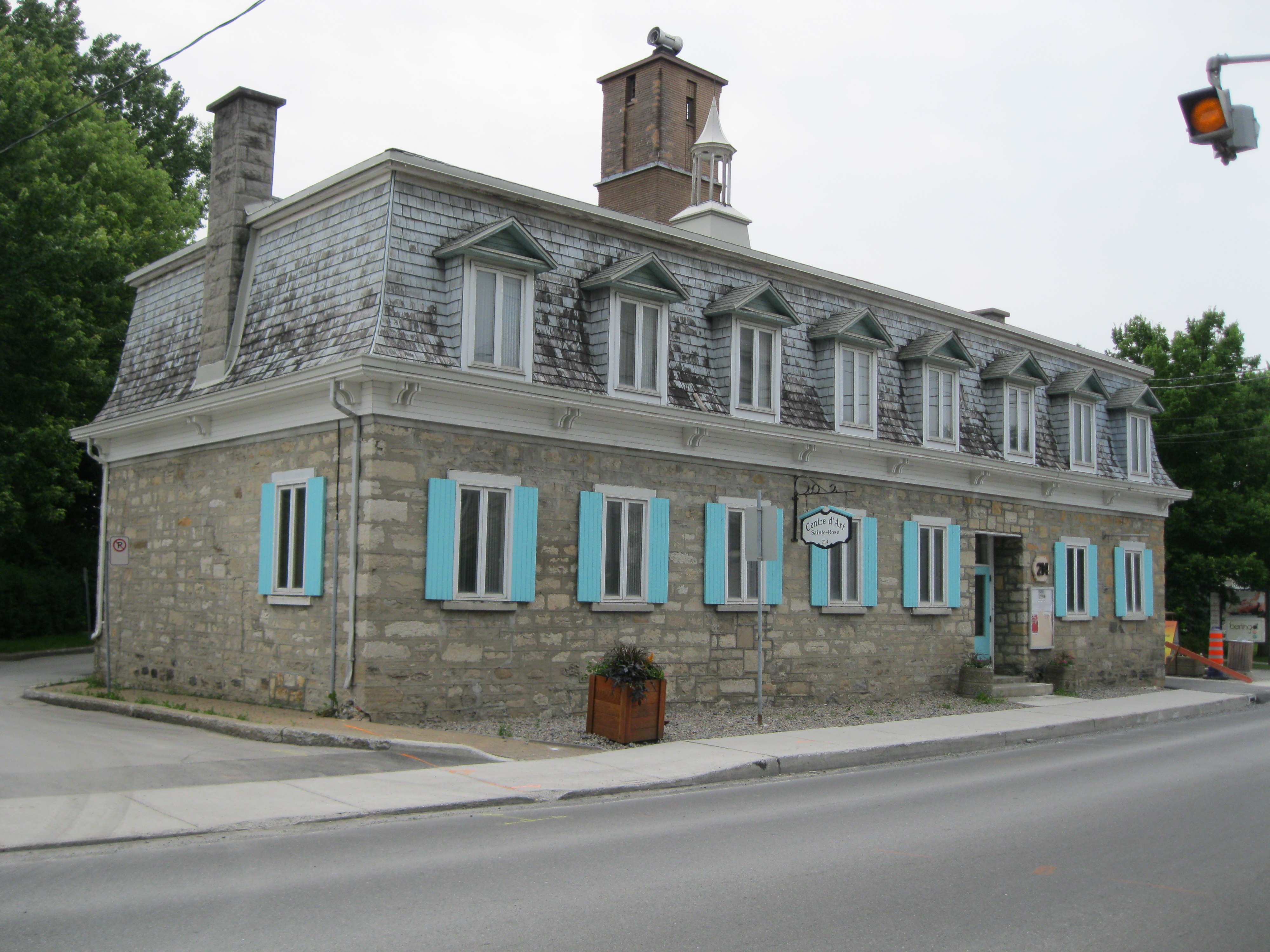
École du village de Sainte-Rose
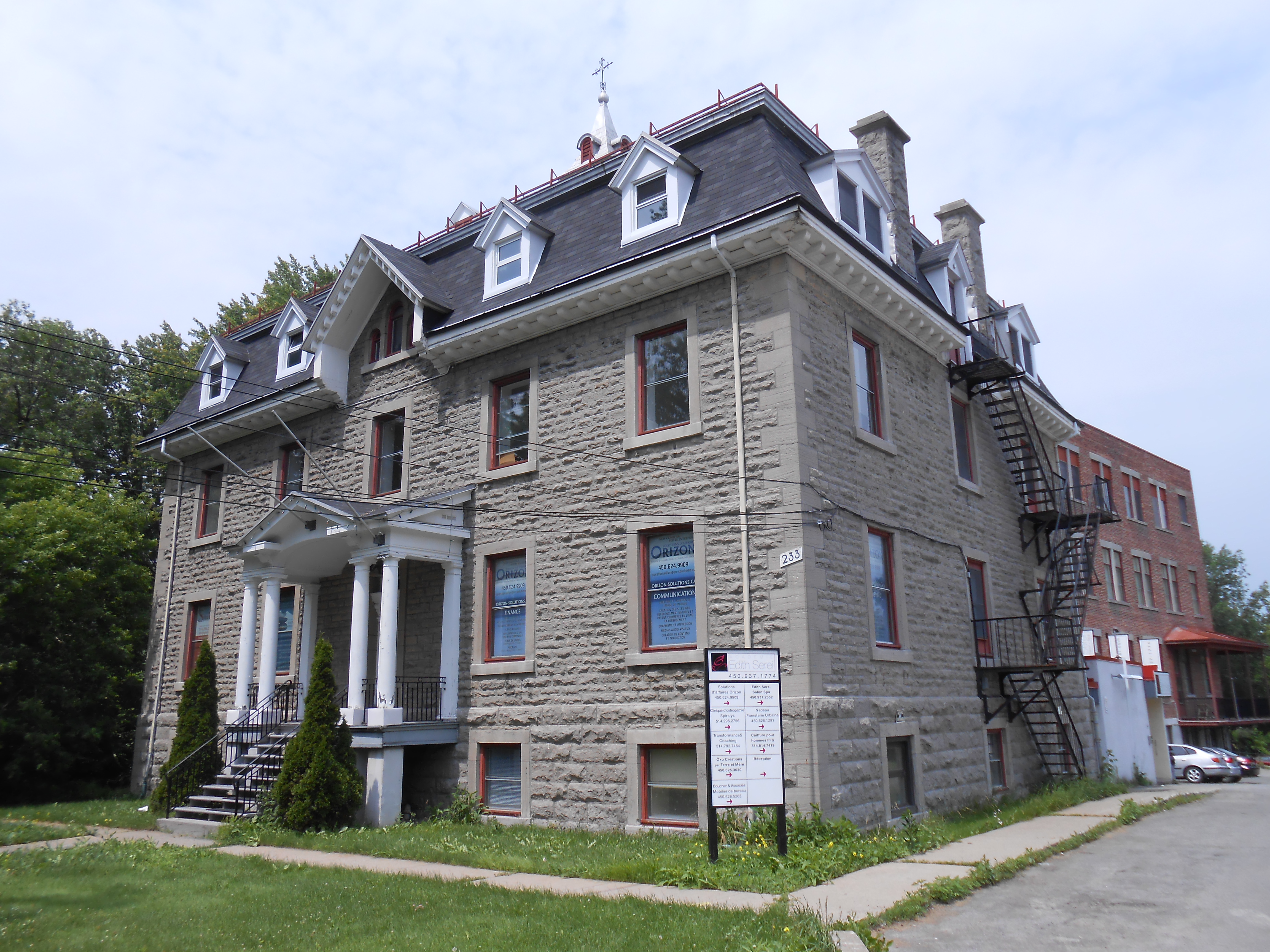
Ancien couvent des Sœurs de Sainte-Croix
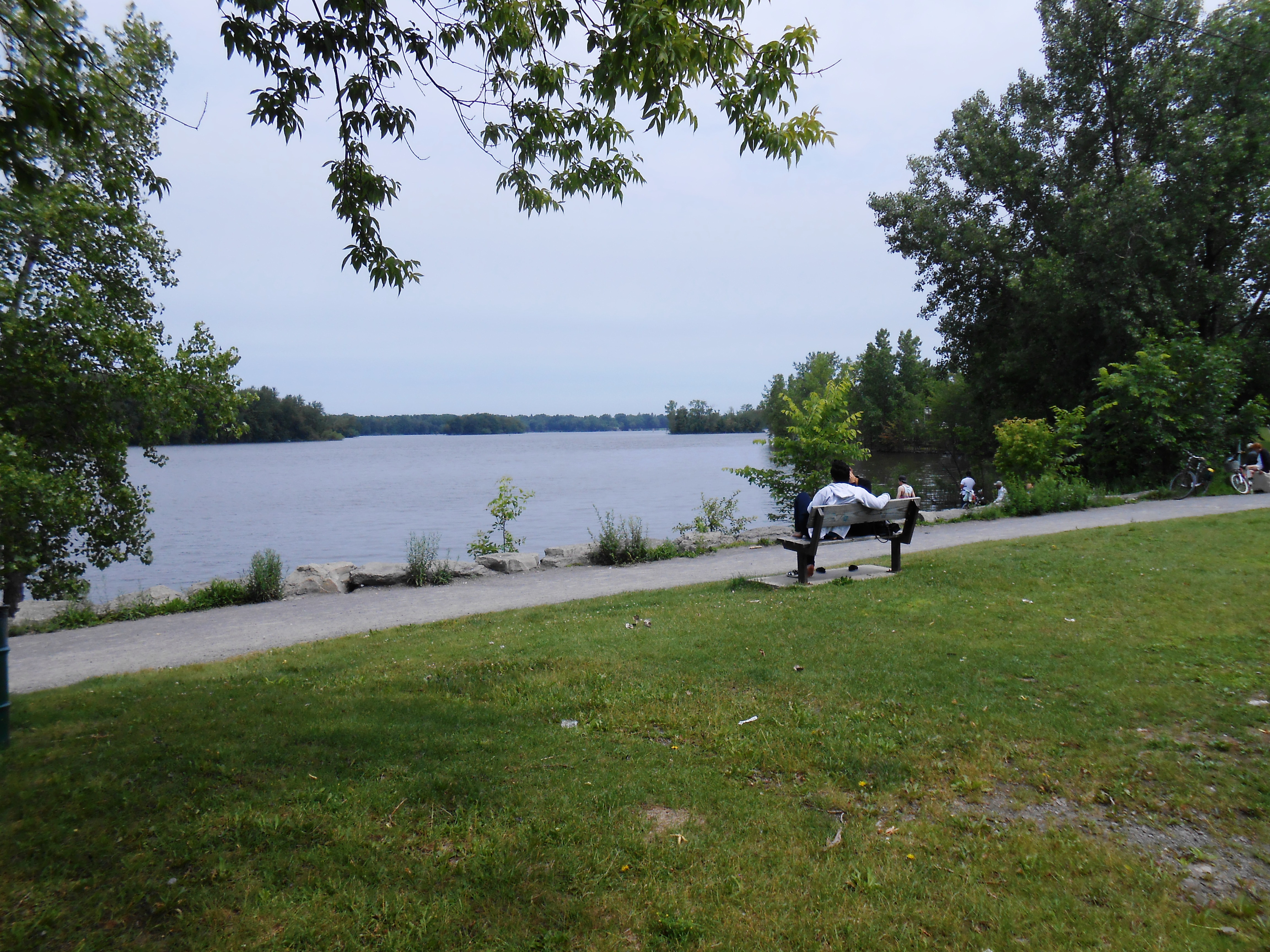
Parc de la Fabrique-Sainte-Rose
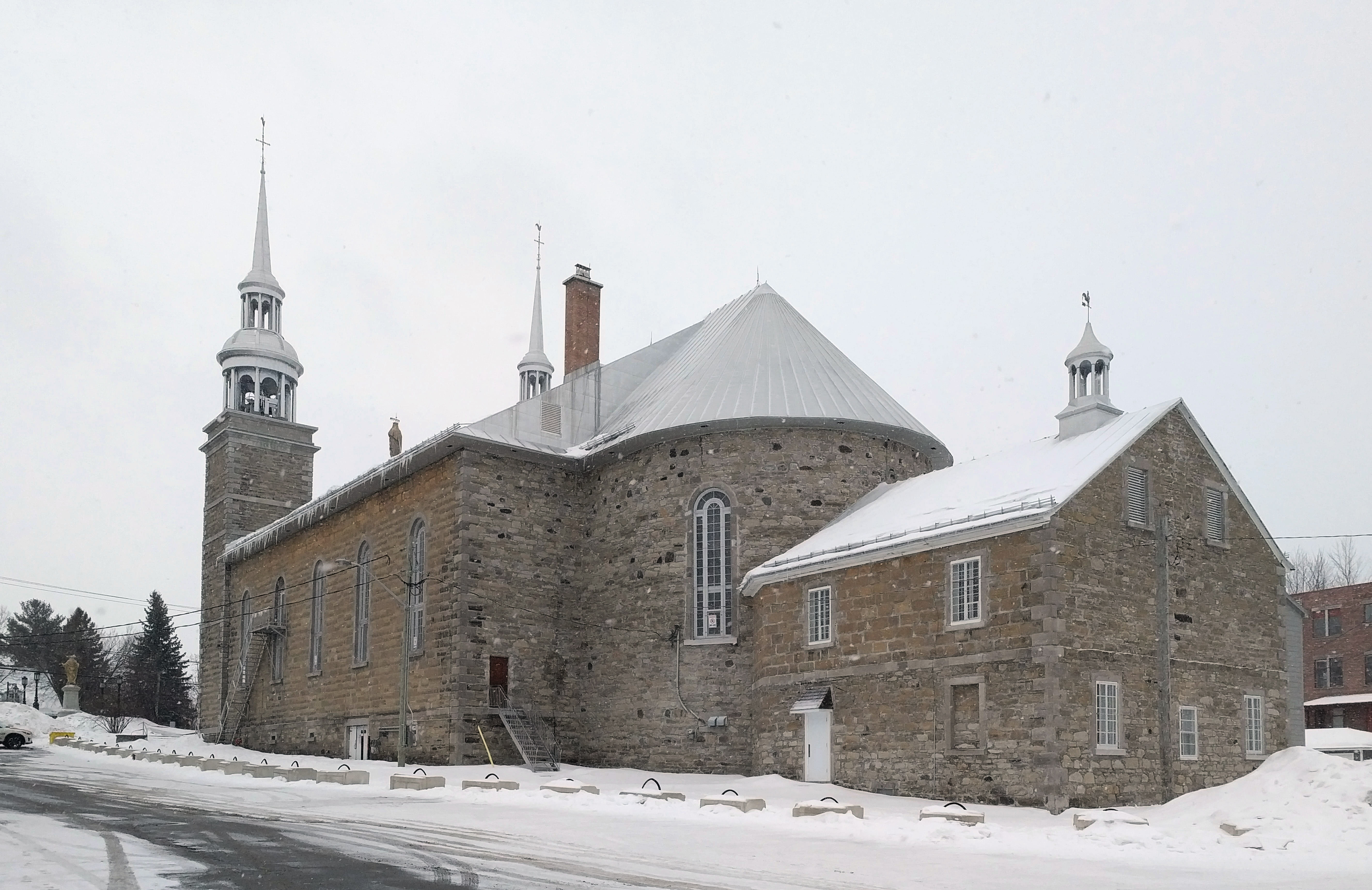
Arrière du bâtiment de l'église
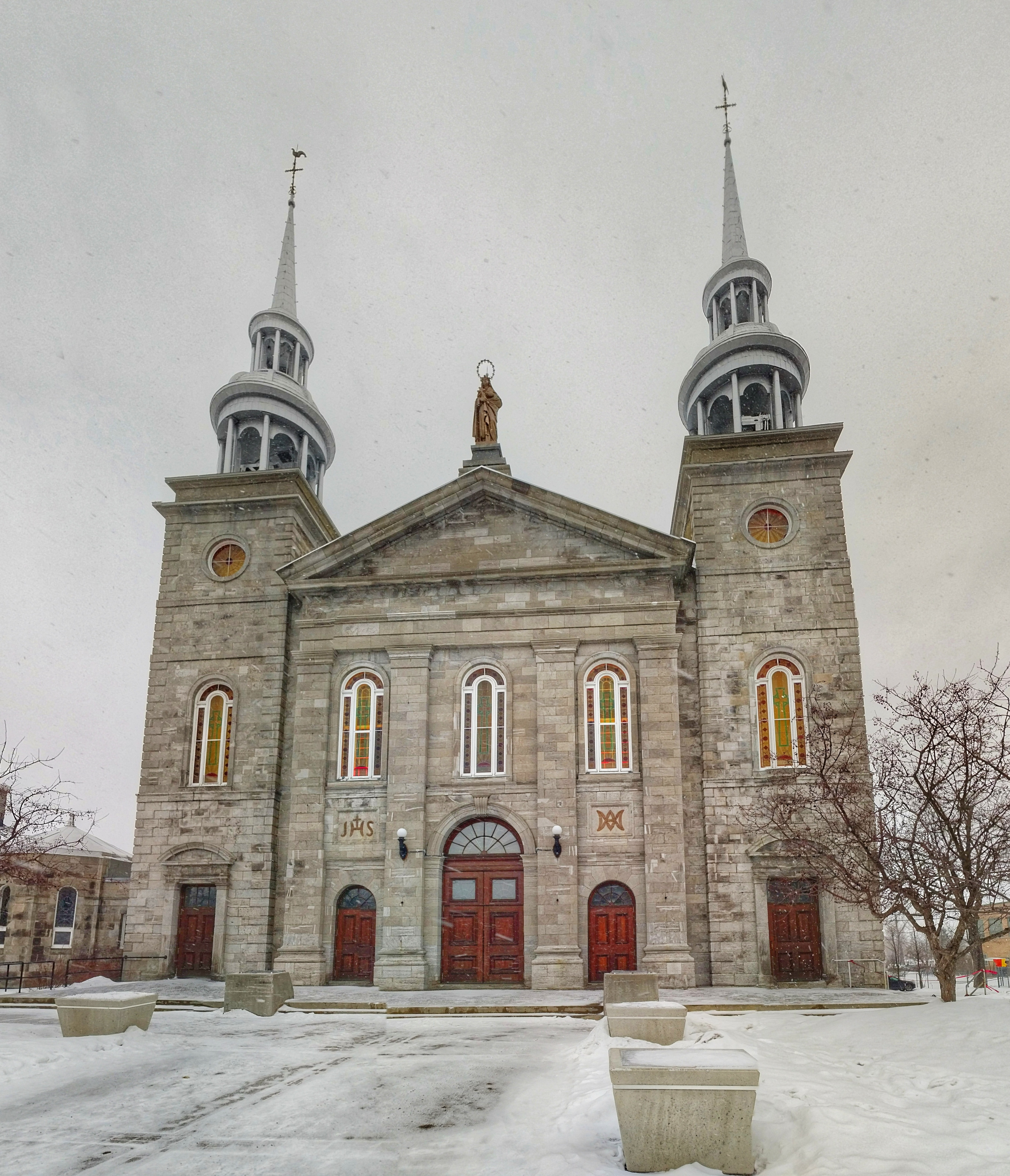
Église de Sainte-Rose-de-Lima, de face